# Diocesi di Cinopoli di Egitto
La diocesi di Cinopoli di Egitto (in latino Dioecesis Cynopolitana in Aegypto) è una sede soppressa e sede titolare della Chiesa cattolica.

## Storia
Cinopoli di Egitto (o Cinopoli inferiore), identificabile con Banâ (Benâ), è un'antica sede episcopale della provincia romana dell'Egitto Secondo nella diocesi civile d'Egitto e nel patriarcato di Alessandria.
Incerta e complessa è la definizione della cronotassi dei vescovi di Cinopoli di Egitto, chiamata anche Cinopoli inferiore, per la presenza dell'omonima sede nella provincia dell'Arcadia, e perché tra gli autori non c'è unanimità nella stesura della cronotassi episcopale, poiché assegnano i vescovi conosciuti o all'una o all'altra delle due sedi omonime.
Lo studio di Annick Martin indica quattro vescovi per il periodo compreso tra IV e V secolo. Il primo è Adamanzio, che prese parte al concilio di Nicea del 325; in base alle varie liste episcopali di questo concilio e all'ordine geografico con cui le sedi sono citate, Martin giustifica e motiva l'attribuzione di questo vescovo a Cinopoli di Egitto, mentre altri autori lo assegnano alla cronotassi di Cinopoli di Arcadia. Adamanzio prese parte anche al concilio di Tiro del 335 tra i sostenitori di Atanasio di Alessandria.
Contemporaneamente, la sede di Cinopoli di Egitto era occupata da un vescovo meleziano, Ermeone, accettato da tutti gli autori. Il suo nome appare nella lista, trasmessa da Atanasio di Alessandria, dei vescovi che Melezio di Licopoli inviò al patriarca Alessandro di Alessandria all'indomani del concilio di Nicea del 325. In quest'elenco Ermeone è indicato come vescovo di Cinopoli e Busiri; le due città si trovavano vicine e fino al III secolo appartenevano allo stesso nomos. Lo stesso vescovo fu tra i prelati oppositori di Atanasio al concilio di Tiro.
Convinto che Cinopoli di Egitto e Busiri abbiano costituto una sola diocesi per tutto il V secolo, Martin assegna alla diocesi di Cinopoli di Egitto anche il vescovo Atanasio, che prese parte al concilio di Efeso del 449 e al concilio di Calcedonia del 451. In entrambi i casi tuttavia, negli atti conciliari Atanasio è indicato solamente come vescovo di Busiri.
Infine tutti gli autori sono unanimi nell'indicare come ultimo vescovo noto di Cinopoli di Egitto Sergio, che prese parte al concilio di Costantinopoli del 553.
A questa sede Worp e l'autore della voce nel volume XXIX del Dictionnaire d'histoire et de géographie ecclésiastiques aggiungono Arpocrazio, che tuttavia fu vescovo di Alfocranon.
Dal 1933 Cinopoli di Egitto è annoverata tra le sedi vescovili titolari della Chiesa cattolica; la sede è vacante dal 7 dicembre 1970.

## Cronotassi

### Vescovi residenti
- Adamanzio † (prima del 325 - dopo il 335)
  - Ermeone † (prima del 325 - dopo il 335) (vescovo meleziano)
- Atanasio ? † (prima del 449 - dopo il 451)
- Sergio † (menzionato nel 553)

### Vescovi titolari
- John Francis Eich, O.S.F.S. † (28 aprile 1942 - 4 febbraio 1947 deceduto)
- Joseph Gerald Holland, S.M.A. † (7 maggio 1953 - 7 dicembre 1970 dimesso)